# Nenàixevo
Nenàixevo (en rus: Ненашево) és un poble de l'óblast de Tula, a Rússia, segons el cens del 2010 tenia 554 habitants.